# Noordse vinvis

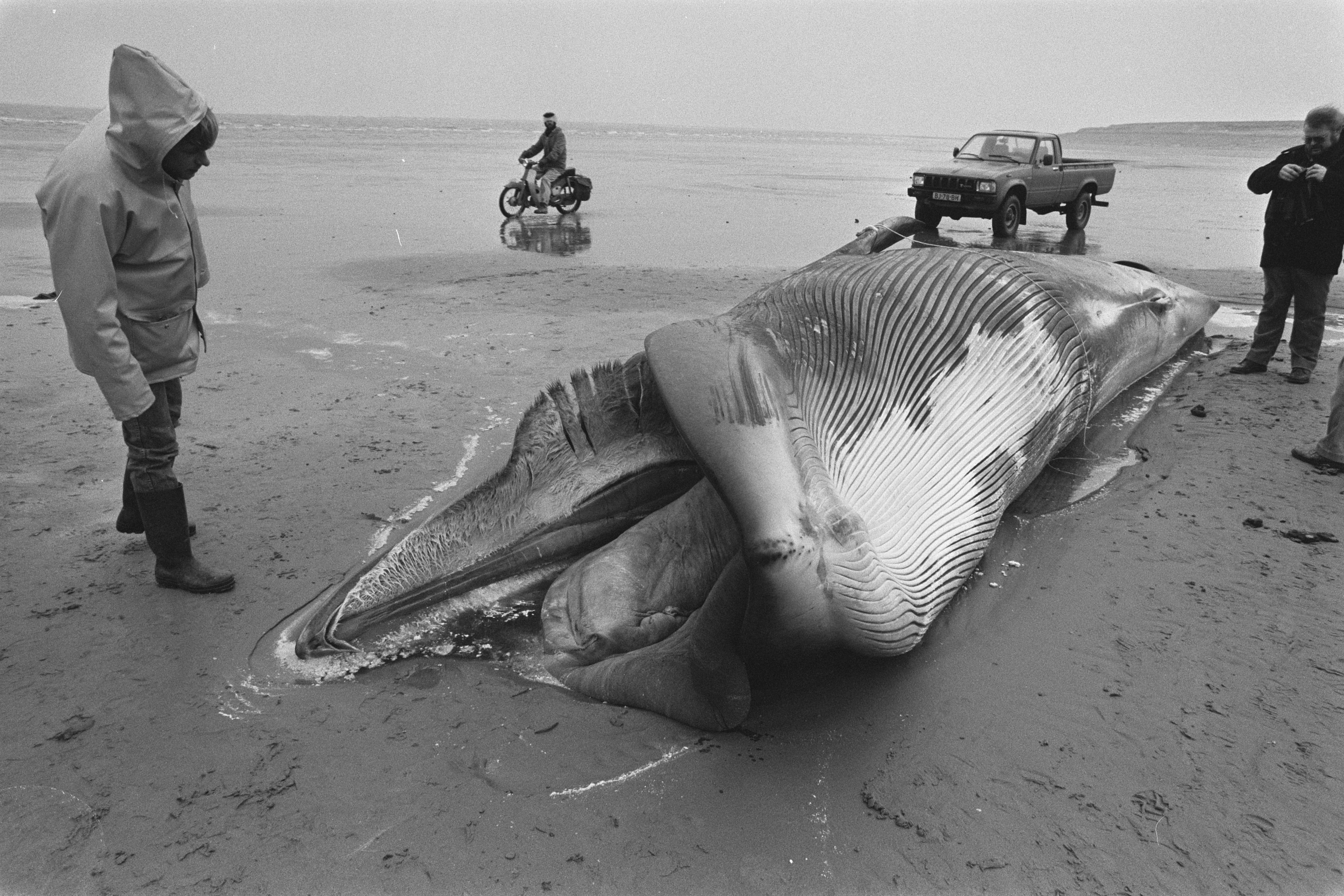
Gestrande vinvis

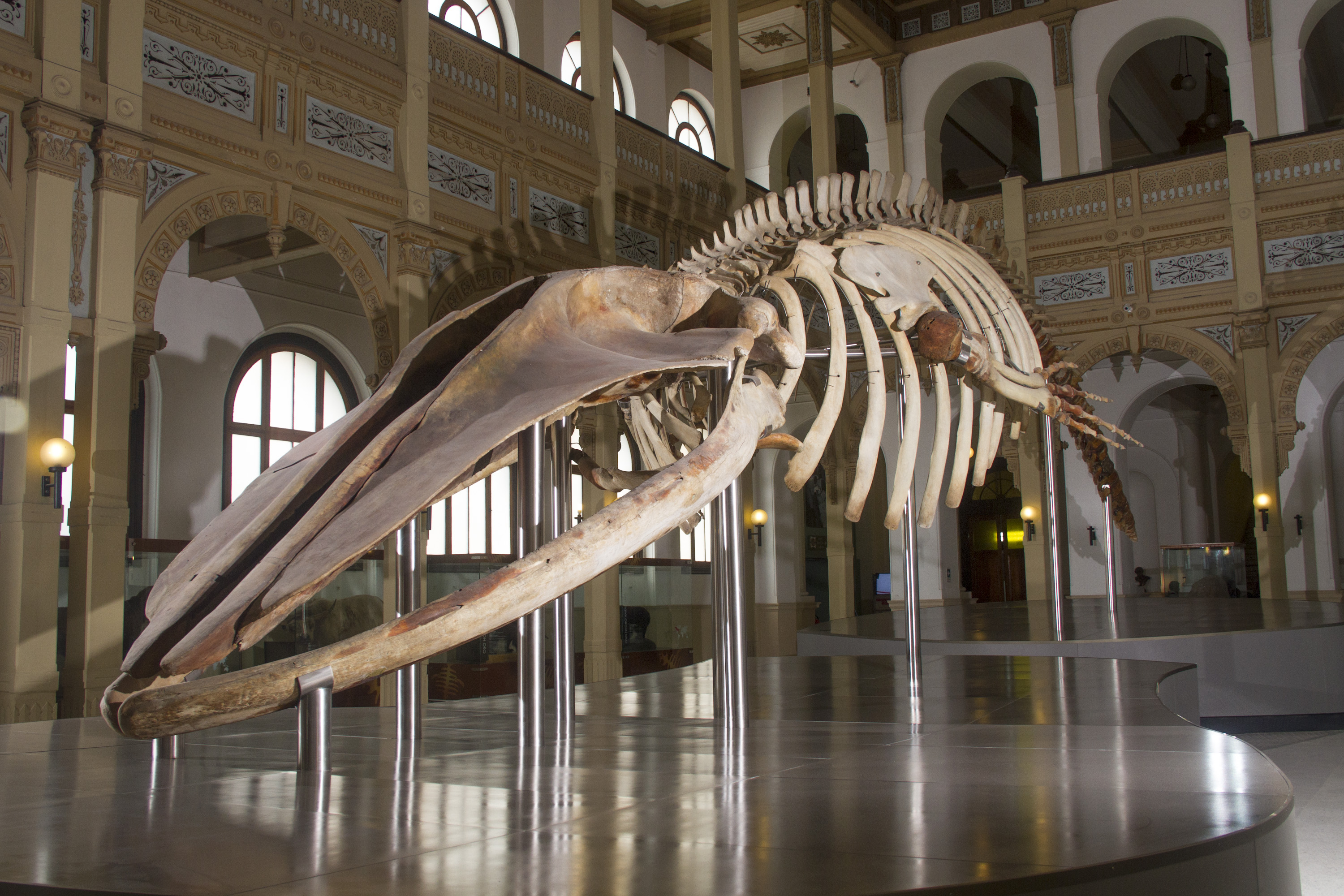
Skelet

De noordse vinvis (Balaenoptera borealis), soms Noorse vinvis genoemd, is een baleinwalvis uit de familie der vinvissen (Balaenopteridae).

## Beschrijving
Het is een van de grootste dieren op aarde: hij weegt ongeveer twintig tot vijfentwintig ton en heeft een gemiddelde kop-romplengte van 12 tot 16 meter (mannetjes 12,8 tot 18,5 meter, vrouwtjes 13,4 tot 21 meter). Alleen blauwe vinvis en gewone vinvis worden groter. In de noordelijke Atlantische Oceaan wordt de soort ongeveer 14 meter lang. Vrouwtjes worden iets langer, ongeveer 14 en een halve meter. In het zuiden worden de dieren het langst. Hij lijkt op de gewone vinvis, maar is kleiner en heeft een langere rugvin. Van de Bryde-walvis verschilt hij doordat hij slechts één richel op zijn kop heeft. De bovenzijde heeft een donkerblauwgrijze kleur en is vrij scherp afgezet tegen de witte of lichtgrijze onderzijde. In de keelstreek heeft het dier 50 keelgroeven. Het is slank met een spitse kop en een iets omlaag gebogen kaaklijn. In elke bovenkaakhelft staan 320 tot 240 baleinplaten met fijne, dichte franje.

## Verspreiding en gedrag
De noordse vinvis komt voor in alle oceanen, maar is zeldzaam in tropische gebieden. Hij heeft een voorkeur voor open zee en diepzee en wordt slechts zelden aan de kust waargenomen. Hier leeft hij in kleine groepjes van twee tot vijf (in voedselrijke gebieden tot tien) dieren, maar ook alleen. De groepjes bestaan voornamelijk uit vrouwtjes met hun jongen, ook van een vorige worp. De groepssamenstelling kan tijdens de migratie veranderen.
Hij jaagt op krill, roeipootkreeften en andere in scholen levende schaaldieren, vissen en inktvissen. Hij eet minstens 100 tot 200 kilogram aan voedsel per dag. Jagen doet hij op zijn zij, met de mond open. De noordse vinvis is een snelle zwemmer, hij haalt snelheden tot 55 kilometer per uur. Ze kunnen ongeveer twintig minuten onder water blijven. Ze duiken zelden dieper dan driehonderd meter. Bij de duik verheffen ze haast nooit hun staart. De noordse vinvis kan een leeftijd bereiken van 65 tot 70 jaar.

## Voortplanting
In de Noordelijke Atlantische Oceaan is hij buiten de paartijd in het noordelijk gebied te vinden. In de paartijd (van november tot februari) trekt hij naar het zuidelijke gedeelte van de Noordelijke Atlantische Oceaan. Na 10 tot 11½ maanden worden hier ook de kalveren geboren. Een vrouwtje krijgt maar één jong. Dit jong is bij de geboorte ongeveer 4,5 tot 4,6 meter lang en 750 kilogram zwaar. Na zes tot zeven maanden wordt het jong gespeend.
Mannetjes zijn geslachtsrijp als ze rond de zeven jaar oud zijn. Ze zijn dan ongeveer 12,7 à 12,8 meter lang. Vrouwtjes zijn geslachtsrijp tussen de zes en acht jaar. Zij zijn dan ongeveer 13,1 tot 13,4 meter lang. In voedselrijke gebieden groeien de dieren sneller en zijn de dieren sneller geslachtsrijp. Er zit meestal twee tot drie jaar tussen een geboorte.

## Bedreiging
De soort heeft zwaar te lijden gehad van de walvisvaart. Sinds 1979 is de soort beschermd. Doordat de soort zelden aan de kust te vinden is, is er weinig onderzoek naar de populatie gedaan. Hierdoor is onbekend of de populatie zich heeft hersteld.
In juni 2015 werden in een afgelegen fjord in het Chileense gedeelte van Patagonië 305 kadavers en 32 skeletten van deze soort aangetroffen. Onderzoek moet uitwijzen wat de oorzaak is geweest van deze uitzonderlijke massasterfte.